# Аморі VI де Монфор
Аморі VI де Монфор (фр. Amaury VI de Montfort; 1195—1241) — граф Тулузи у 1218—1224 роках (як Аморі I), сеньйор Монфор (як Аморі IV).

## Біографія
Походив з невеликого лицарського роду на півночі Франції. Старший син Симона де Монфор та Аліси де Монморансі. Народився у родинному замку Монфор-л'Аморі. У 1209 році разом з батьком рушив у хрестовий похід проти катарів Лангедоку. Протягом 1209—1212 років брав участь у більшості облог лангедокських міст. У 1213 році звитяжив у битві при Мюре, де хрестоносці здолали об'єднані війська Арагону з його васалами, та Тулузи. 1214 року пошлюбив доньку дофіна В'єнського.
У 1216 році почалося велике повстання в Лангедоку проти північнофранцузьких загарбників. 1217 року було втрачено Тулузу. 1218 року загинув батько Аморі. Тоді ж Аморі де Монфора папські легати оголосили новим графом Тулузи. Його підтримав французький король Філіпп II Август, який надав суттєву військову допомогу. Втім протягом 1219 року Аморі I зазнав низки поразок (насамперед у битві при Базьєж), втративши фактично більшість із загарбаного.
Подальша боротьба викликала значні фінансові збитки. До того ж зменшилася кількість охочих брати участь у поході до Лангедоку. При цьому допомога французького короля також не сприяла успіхам. 1220 року загинув брат Аморі I — Гі, граф Біггор. 1221 року зазнав чергової поразки у битві при Кастальнодері. Зрештою, опинившись в скруті, втративши потужну фортецю Каркассон, 1224 року Аморі де Монфор поступився новому французькому королю Людовику VIII правами на Тулузьке графство, яким він фактично вже майже не володів. Натомість отримав грошову компенсацію і титул графа Монфор.
У 1225 року прибув до Буржа, звідки король Людовик VIII розпочав новий хрестовий похід проти Лангедоку. Аморі де Монфор брав участь в облозі Авіньйону, який було захоплено 1226 року. Слідом за цим був учасником захоплення міст Нарбон, Монпельє і Каркассон.
1230 року призначається конетаблем Франції, успадкувавши його від вуйка Матьє II де Монморансі. 1238 року приєднався до Хрестового походу баронів на чолі із Теобальдом I, королем Наварри. 1239 року разом з іншими прибув до міста Аскалон у Палестині. Тут зазнав нищівної поразки, потрапив у полон, звідки його доправлено до Каїра. В полоні Аморі де Монфор перебував до 1241 року, поки його не було викуплено. Під час повернення на батьківщину помер у м. Отранто (Південна Італія).

## Родина
Дружина — Беатріс, донька Гіга VI. дофіна В'єнського.
Діти:
- Жан (д/н—1249), граф Монфор
- Лаура (д/н—1270), дружина Фердинанда II де Омаля
- Маргарет (д/н), дружина Жана III, графа Суассона
- Аделаїда (1220—1280), дружина Симона де Несле
- Пернелла (д/н—1275), абатиса монастиря Порт-Рояль